# Paisagem Cultural de Fertö/Neusiedlersee
O conjunto formado pelo Lago de Neusiedl e pelo Parque nacional Fertő-Hanság foram eleitos como Patrimônio Mundial da UNESCO em 1991 pelo seu ecossistema único.